# لیبور تساپالینی
لیبور تساپالینی (چکی: Libor Capalini؛ زادهٔ ۳۰ ژانویهٔ ۱۹۷۳) ورزشکار پنج‌گانه مدرن اهل جمهوری چک بود.